# Ray Harford
Raymond Thomas Harford (Halifax, 1º giugno 1945 – Millwall, 9 agosto 2003) è stato un calciatore e allenatore di calcio inglese, di ruolo difensore.

## Palmarès

### Allenatore
- Coppa di Lega inglese: 1

Luton Town: 1987-1988